# Chris Coleman
Chris Coleman, właśc. Christopher Patrick Coleman (ur. 10 czerwca 1970 w Swansea) – walijski trener piłkarski oraz były zawodowy piłkarz, reprezentant swojego kraju.

## Kariera piłkarska

### Kariera klubowa
Coleman występował na boisku piłkarskim na pozycji środkowego obrońcy. Karierę piłkarską zaczął jako junior w angielskim zespole Manchesteru City. W 1987 podpisał swój pierwszy profesjonalny kontrakt z walijską drużyną Swansea City. W klubie ze swojego rodzinnego miasta Coleman występował przez następne cztery lata, rozgrywając blisko 200 spotkań jako podstawowy zawodnik swojego zespołu. Latem 1991 roku przeszedł do londyńskiej drużyny Crystal Palace, występującej w First Division, ówczesnej najwyższej klasie rozgrywkowej w Anglii.
W stołecznym klubie Coleman występował przez kolejne cztery lata, będąc nie tylko obrońcą, ale okazyjnie również napastnikiem. W pierwszym sezonie nowo uformowanej Premier League, spadł ze swoim zespołem z ekstraklasy. W następnych rozgrywkach zdobył z Crystal Palace mistrzostwo drugiej ligi i powrócił do Premiership, z której Crystal Palace ponownie spadło w sezonie 1994/1995. W połowie następnych rozgrywek, za kwotę blisko trzech milionów funtów Coleman przeszedł do zespołu ówczesnego mistrza Anglii, Blackburn Rovers. W nowym klubie spędził jedynie półtora roku, bowiem po problemach z przebiciem się do pierwszego składu zespołu podjął ryzyko i przeniósł się do występującej dwie dywizje niżej londyńskiej drużyny Fulham.
Nowym prezesem zespołu Fulham został wówczas egipski milioner, Mohamed Al-Fayed, który postanowił wprowadzić mały klub do angielskiej ekstraklasy. Coleman przeszedł do nowego klubu za rekordową, jak na trzecioligowe warunki kwotę dwóch miliona funtów i szybko stał się kapitanem zespołu. W sezonie 1998/1999, poprowadził stołeczny klub do mistrzostwa Second Division (ówczesna nazwa angielskiej trzeciej ligi). Na zapleczu ekstraklasy pozostał jednym w najważniejszych zawodników swojej drużyny. W styczniu 2001, w połowie sezonu, w którym Fulham pewnie zmierzało do zdobycia mistrzostwa drugiej ligi, Coleman uczestniczył w poważnym wypadku samochodowym, doznając złamania nogi. Po roku przerwy Coleman wystąpił w spotkaniu drużyny rezerw, jednak na koniec sezonu 2001/2002 postanowił zakończyć karierę zawodniczą, nie mogąc w pełni wyleczyć się z kontuzji.
W 2005, na stulecie istnienia klubu Crystal Palace, fani tej drużyny wybrali Colemana do najlepszej jedenastki zawodników w historii tego zespołu.
Statystyki kariery:
| Sezon   | Klub             | Rozgrywki       | Mecze | Bramki |
| ------- | ---------------- | --------------- | ----- | ------ |
| 1987-88 | Swansea City     | Fourth Division | 30    | 0      |
| 1988-89 | Swansea City     | Third Division  | 43    | 0      |
| 1989-90 | Swansea City     | Third Division  | 46    | 2      |
| 1990-91 | Swansea City     | Third Division  | 41    | 0      |
| 1991-92 | Crystal Palace   | First Division  | 18    | 4      |
| 1992-93 | Crystal Palace   | Premier League  | 38    | 5      |
| 1993-94 | Crystal Palace   | First Division  | 46    | 3      |
| 1994-95 | Crystal Palace   | Premier League  | 35    | 1      |
| 1995-96 | Crystal Palace   | First Division  | 17    | 0      |
| 1995-96 | Blackburn Rovers | Premier League  | 20    | 0      |
| 1996-97 | Blackburn Rovers | Premier League  | 8     | 0      |
| 1997-98 | Blackburn Rovers | Premier League  | 0     | 0      |
| 1997-98 | Fulham           | Second Division | 26    | 1      |
| 1998-99 | Fulham           | Second Division | 45    | 4      |
| 1999-00 | Fulham           | First Division  | 40    | 3      |
| 2000-01 | Fulham           | First Division  | 25    | 0      |
| 2001-02 | Fulham           | Premier League  | 0     | 0      |
| Razem   | Razem            | Razem           | 478   | 23     |

### Kariera reprezentacyjna
Coleman zadebiutował w reprezentacji Walii 29 kwietnia 1992 w meczu towarzyskim przeciwko Austrii (1-1), strzelając jedyną bramkę dla swojej drużyny. W swoich pierwszych pięciu spotkaniach międzynarodowych Coleman zdobył dla Walii trzy gole. Przez całe late dziewięćdziesiąte był podporą walijskiej reprezentacji, występując w znacznej większości rozgrywanych przez nią spotkań. Koniec kariery reprezentacyjnej, podobnie jak klubowej, wymusiła na Colemanie poważna kontuzja, odniesiona w wypadku samochodowym. Z walijską publicznością Coleman pożegnał się jako zawodnik 14 maja 2002, wchodząc na ostatnie minuty spotkania towarzyskiego przeciwko reprezentacji Niemiec. Ogółem, rozegrał w reprezentacji Walii 32 mecze, strzelając cztery bramki.
Bramki w reprezentacji narodowej:
| Nr | Data     | Przeciwnik | Wynik | Miejsce | Typ spotkania        |
| -- | -------- | ---------- | ----- | ------- | -------------------- |
| 1  | 29/04/92 | Austria    | 1-1   | Wiedeń  | Mecz towarzyski      |
| 2  | 09/03/94 | Norwegia   | 1-3   | Cardiff | Mecz towarzyski      |
| 3  | 07/09/94 | Albania    | 2-0   | Cardiff | Eliminacje EURO 1996 |
| 4  | 14/10/98 | Białoruś   | 3-2   | Cardiff | Eliminacje EURO 2000 |

## Kariera trenerska
Coleman dołączył do sztabu trenerskiego zespołu Fulham w październiku 2002 roku, kiedy głównym menedżerem drużyny był Jean Tigana. Francuskiego szkoleniowca zwolniono z pracy w kwietniu 2003 roku, na pięć kolejek przed zakończeniem sezonu, z powodu groźby relegacji klubu do drugiej ligi. Na tymczasowego opiekuna zespołu wyznaczono Colemana. Pod jego wodzą, drużyna zdobyła dziesięć na możliwych piętnaście punktów i utrzymała się w ekstraklasie angielskiej. Po zakończeniu sezonu, Coleman został oficjalnie ogłoszony menedżerem Fulham, stając się tym samym najmłodszym menedżerem w historii zreformowanej Premier League.
Mało znane nazwisko i niewielkie doświadczenie szkoleniowe powodowało, iż wielu od samego początku typowało Colemana do szybkiego pożegnania się z posadą trenera, a jego zespół do spadku z ekstraklasy. Tymczasem, Coleman poprowadził w następnych rozgrywkach klub do 9. miejsca w tabeli, co było najlepszym wynikiem w historii występów londyńskiej drużyny na angielskich boiskach. Gdyby nie wymuszona sprzedaż czołowego piłkarza zespołu, Louisa Sahy, do Manchesteru United, walijski szkoleniowiec mógł osiągnąć w swoim debiutanckim sezonie jeszcze lepszy wynik. Polityka transferowa klubu, polegająca na wyprzedawaniu swoich najlepszych zawodników, sprawiała, że Coleman musiał regularnie pozbywać się swoich najważniejszych piłkarzy. Potrafił jednak przy tym za każdym razem utrzymać mały, stołeczny klub w Premiership. Po niespełna czterech latach od menedżerskiego debiutu Colemana, w kwietniu 2007 roku, sytuacja Fulham stała się jednak na tyle dramatyczna, że klub postanowił zerwać umowę z walijskim trenerem.
Latem 2007 roku, Coleman został szkoleniowcem hiszpańskiego zespołu Real Sociedad. Na to stanowisko został zarekomendowany przez byłego trenera baskijskiego klubu, także Walijczyka, Johna Toshacka. Real Sociedad spadł wówczas z hiszpańskiej ekstraklasy i Coleman otrzymał zadanie ponownego wprowadzenia zespołu do pierwszej ligi. Pod jego wodzą, drużyna cały czas utrzymywała się w ścisłej czołówce Segunda División. W styczniu 2008 roku, doszło do wyborów nowego prezesa hiszpańskiego klubu, które zwyciężył Iñaki Badiola. Nowy dyrektor chciał mieć duży wpływ na transfery dokonywane przez walijskiego szkoleniowca, co spowodowało, że Coleman zrezygnował ze stanowiska 16 stycznia 2008 roku.
19 lutego 2008 roku, Coleman został przedstawiony jako nowy menedżer drugoligowego zespołu angielskiego, Coventry City. Zastąpił na stanowisku Iaina Dowiego, pod wodzą którego drużyna zaczynała sobie radzić coraz gorzej. Coleman otrzymał za zadanie utrzymanie klubu na zapleczu angielskiej ekstraklasy, cel ten udało się mu zrealizować. W 2010 roku został zwolniony z tego stanowiska.
W 2011 roku został trenerem greckiego klubu AE Larisa.
W 2012 roku został nowym selekcjonerem reprezentacji Walii i tym samym zrezygnował z prowadzenia AE Larisa. W eliminacjach do MŚ 2014 zajął z reprezentacją 5. miejsce w grupie A i ostatecznie nie pojechali oni na ten turniej. Pomimo tego zachował stanowisko. W eliminacjach do Euro 2016 zajął z reprezentacją 2. miejsce w grupie B i awansowali oni na pierwsze w ich historii Mistrzostwa Europy. Na Euro 2016 trafili do grupy B i zaskakująco zajęli w niej wygrywając dwa mecze i przegrywając jeden. W 1/8 Finału pokonali oni reprezentację Irlandii Północnej 1:0. W Ćwierćfinale zaskakująco pokonali reprezentację Belgii 3:1. W Półfinale zakończyli udział w turnieju po przegranej 0:2, z późniejszymi Mistrzami Europy, reprezentacją Portugalii. W eliminacjach do MŚ 2018 zajął z reprezentacją 3. miejsce w grupie D i ostatecznie nie zakwalifikowali się oni na mundial. W listopadzie 2017 roku zrezygnował ze stanowiska selekcjonera reprezentacji Walii po 5 latach pracy, podczas których stał się jednym z najlepszych selekcjonerów tej reprezentacji.
Statystyki kariery:
| Klub          | Kraj      | Od               | Do                | Statystyka* | Statystyka* | Statystyka* | Statystyka* | Statystyka* |
| ------------- | --------- | ---------------- | ----------------- | ----------- | ----------- | ----------- | ----------- | ----------- |
| Klub          | Kraj      | Od               | Do                | M           | Z           | R           | P           | %           |
| Fulham        | Anglia    | 17 kwietnia 2003 | 10 kwietnia 2007  | 176         | 61          | 44          | 71          | 34.65       |
| Real Sociedad | Hiszpania | 28 czerwca 2007  | 16 stycznia 2008  | 20          | 8           | 5           | 7           | 40.00       |
| Coventry City | Anglia    | 19 stycznia 2008 | 4 maja 2010       | 117         | 34          | 37          | 46          | 29.05       |
| AE Larisa     | Grecja    | 1 lipca 2011     | 9 stycznia 2012   | 12          | 6           | 4           | 2           | 50.00       |
| Walia         | Walia     | 19 stycznia 2012 | 17 listopada 2017 | 50          | 19          | 13          | 18          | 38.00       |

* kolejno: M – mecze, Z – zwycięstwa, R – remisy, P – porażki, % – procent zwycięstw spośród ogólnej liczby spotkań.